# Municipio de Dempster
El municipio de Dempster (en inglés: Dempster Township) es un municipio ubicado en el condado de Hamlin en el estado estadounidense de Dakota del Sur. En el año 2010 tenía una población de 257 habitantes y una densidad poblacional de 2,76 personas por km².

## Geografía
El municipio de Dempster se encuentra ubicado en las coordenadas 44°40′26″N 96°56′45″O / 44.67389, -96.94583. Según la Oficina del Censo de los Estados Unidos, el municipio tiene una superficie total de 93.1 km², de la cual 93,1 km² corresponden a tierra firme y (0 %) 0 km² es agua.

## Demografía
Según el censo de 2010, había 257 personas residiendo en el municipio de Dempster. La densidad de población era de 2,76 hab./km². De los 257 habitantes, el municipio de Dempster estaba compuesto por el 96,5 % blancos, el 1,56 % eran amerindios, el 0,78 % eran asiáticos, el 0,39 % eran de otras razas y el 0,78 % eran de una mezcla de razas. Del total de la población el 1,17 % eran hispanos o latinos de cualquier raza.